# José Muñoz Bernaldo de Quirós
Gabriel Joseph Muñoz de Torres Bernaldo de Quirós (* Concepción, 19 de marzo de 1708-Trujillo, 1785) fue un noble criollo que ejerció altos cargos políticos en Virreinato del Perú. Primer marqués de Bellavista.

## Biografía
Sus padres fueron Francisco Muñoz de Torres, y la dama madrileña Josefa Bernaldo de Quirós y Arias Ferrer, hija del licenciado Álvaro Bernaldo de Quirós Benavides, oidor en Santiago y Lima. Dedicado al comercio, se estableció en Trujillo y gracias a su ventajoso matrimonio, pudo utilizar la dote de su esposa para incrementar sus ganancias. Luego de una contribución de 25.000 pesos a la Corona, recibió del rey Felipe V el título nobiliario de Marqués de Bellavista (2 de agosto de 1744). Ejerció sucesivamente los cargos de alcalde ordinario de Trujillo, corregidor y justicia mayor de la provincia, alcalde mayor de minas, juez subdelegado del Juzgado Mayor de Bienes de Difuntos, teniente de Capitán General y fundador del patronato real de legos. Pudo acumular un amplio patrimonio rural compuesto por el trapiche de Tomabal, la haciendas de Santa Elena y las Salinas de Guañape (valle de Virú); las haciendas de Buenavista, Guadalupe o Tambo Real, San Bartolomé, San Francisco de Oruro y Tanguche (valle de Chao), además de las haciendas de Chota y Motil en la sierra de Huamachuco, antiguas propiedades jesuitas.

## Descendencia
Contrajo matrimonio en Trujillo, el 23 de enero de 1735, con la acaudala dama trujillana María Francisca Solano de Santoyo y de la Huerta (1702-1790), hija del general Manuel de Santoyo y Pimentel, caballero de la Orden de Santiago, y María de la Huerta y Zubiate (hija del capitán don Felipe de la Huerta, caballero de la Orden de Calatrava, y de Magdalena de Zubiate).
Tuvo junto a su esposa dos hijas:
1. María Josefa Isabel Gregoria Muñoz y Santoyo (1744-1795), casada con el general Domingo Ramón Cavero y Espinoza, con sucesión.
2. Ángela Josefa Muñoz y Santoyo, casada con el coronel  José Álvaro Cavero y Taboada, con sucesión.